# Tatshenshini River
Tatshenshini River är ett vattendrag i Kanada.   Det ligger i provinserna Yukon och British Columbia, i den västra delen av landet. Den mynnar ut i Alsek River.
Omgivningarna runt Tatshenshini River är i huvudsak ett öppet busklandskap. Trakten runt Tatshenshini River är nära nog obefolkad, med mindre än två invånare per kvadratkilometer.